# Duke Anderson
Howard „Duke“ Anderson war ein US-amerikanischer Jazz- und Rhythm-&-Blues-Musiker (Piano, Arrangement, Komposition).
Anderson arbeitete ab den 1940er-Jahren mit Tiny Bradshaw, Piney Brown und Willie Bryant, ab den 1950er-Jahren auch mit Bobby Smith, Eddie Mack, Jimmy Scott und Willis Jackson. Von 1947 bis 1957 hatte er in Newark eine Bigband. In den 1960er-Jahren war er als Arrangeur für Lionel Hampton tätig. Nach Tom Lord war er zwischen 1944 und 1984 an acht Aufnahmesessions beteiligt; seine letzten Aufnahmen entstanden mit der Grover Mitchell Bigband (Live at the Red Parrot).